# دیمین کومولی
دیمین کومولی (انگلیسی: Damien Comolli؛ زادهٔ ۲۴ نوامبر ۱۹۷۱) سرمربی (فوتبال)، و بازیکن فوتبال اهل فرانسه است.